# USS Wood (DD-317)
USS Wood (DD-317) là một tàu khu trục lớp Clemson được Hải quân Hoa Kỳ chế tạo vào cuối Chiến tranh Thế giới thứ nhất. Nó là chiếc tàu chiến đầu tiên của Hải quân Hoa Kỳ được đặt theo tên Bác sĩ, Thiếu tướng Hải quân William M. Wood (1809–1880), người đứng đầu ngành Quân Y của Hải quân Hoa Kỳ. Wood ngừng hoạt động và bị tháo dỡ năm 1930 nhằm tuân thủ quy định hạn chế vũ trang của Hiệp ước Hải quân London.

## Thiết kế và chế tạo
Wood được đặt lườn vào ngày 23 tháng 1 năm 1919 tại xưởng tàu Union Iron Works của hãng Bethlehem Shipbuilding Corporation ở San Francisco, California. Nó được hạ thủy vào ngày 28 tháng 5 năm 1919, được đỡ đầu bởi bà George Kirkland Smith, cháu nội Thiếu tướng Wood, được mang ký hiệu lườn DD-317 từ ngày 17 tháng 7 năm 1920; và được đưa ra hoạt động tại Xưởng hải quân Mare Island, Vallejo, California vào ngày 28 tháng 1 năm 1921 dưới quyền chỉ huy của Hạm trưởng, Thiếu tá Hải quân Paul M. Bates.

## Lịch sử hoạt động
Sau khi nhập biên chế, Wood được cho chạy thử máy trước khi thả neo tại bến tàu Santa Fe, San Diego, California, nơi nó ở lại trong thành phần "lực lượng dự bị luân phiên" cho đến mùa Hè năm 1921. Chiếc tàu khu trục mới sau đó trải qua những tháng tiếp theo cho đến mùa Xuân năm 1922 hoạt động thực tập và huấn luyện ngoài khơi bờ biển phía Nam California, ngoài khơi cảng San Pedro và quần đảo Coronado.
Kết thúc giai đoạn hoạt động này vào tháng 6 năm 1922, Wood chuyển sang phía Bắc, đi đến Seattle, Washington vào ngày 1 tháng 7 năm 1922, trải qua ngày lễ 4 tháng 7 tại đây trước khi cùng hạm đội viếng thăm Port Angeles, Washington để thực tập và cơ động. Sau đó nó tiến hành thực tập chiến thuật và tập trận tại khu vực Tây Bắc Thái Bình Dương, viếng thăm Tacoma, Port Angeles, Bellingham và Seattle trước khi rời Port Angeles vào ngày 2 tháng 9 để đi Mare Island.
Nhận đạn dược lên tàu tại Mare Island vào các ngày 5 và 6 tháng 9, Wood lên đường hướng đến San Diego, California để đại tu hệ thống động lực; và sau khi hoàn tất, nó gia nhập trở lại hạm đội để tổng dợt tập trận tầm ngắn, rồi hoạt động trong nhiều đợt chạy thử máy cho đến tháng 11.
Trong chín năm rưỡi tiếp theo, Wood tích cực hoạt động cùng với Hạm đội Chiến trận, trong khi nhiều tàu chị em phải thường xuyên chờ đợi trong thành phần dự bị luân phiên. Ngoài các hoạt động thường lệ tại chỗ, nó tham gia các cuộc tập trận Vấn đề Hạm đội từ I đến IX, những đợt tập trung cơ động hạm đội quy mô lớn được tổ chức hàng năm (ngoại trừ năm 1924, khi có đến ba cuộc tập trận), bao gồm hầu hết các đơn vị hiện dịch của hạm đội. Trong quá trình tập trận, chiếc tàu khu trục trải qua các khu vực từ vùng biển Caribe cho đến kênh đào Panama, và từ khu vực Hawaii cho đến bờ biển Trung Mỹ; nó cũng đi lên phía Bắc cho đến tận bờ biển Alaska.
Một dấu mốc đáng chú ý trong quãng đời hoạt động của Wood là vào mùa Thu năm 1925, khi nó cùng hạm đội thực hiện chuyến viếng thăm Australia trong thành phần Đội khu trục 34. Nó sau đó tham gia vào việc tìm kiếm chiếc thủy phi cơ PN-9 bị rơi. Vào tháng 3 năm 1927, trong một giai đoạn của cuộc tập trận Vấn đề Hạm đội VII, nó tham gia vào việc tìm kiếm những người sống sót của chiếc tàu hơi nước Đức Albatros; và cũng trong năm đó từ ngày 27 tháng 6 đến ngày 16 tháng 7, nó hỗ trợ các hoạt động của lực lượng gìn giữ hòa bình Hoa Kỳ tại Nicaragua.
Wood được cho xuất biên chế tại San Diego vào ngày 31 tháng 3 năm 1930. Tên nó được cho rút khỏi danh sách Đăng bạ Hải quân vào ngày 22 tháng 7, và lườn tàu bị bán để tháo dỡ vào ngày 14 tháng 11 năm 1930.